# Синдирги (ільче)
Синдирги (тур. Sındırgı) — ільче (округ) у складі ілу Баликесір на заході Туреччини. Адміністративний центр — місто Синдирги.

## Склад
До складу ільче (округу) входить 3 буджаки (райони) та 68 населених пунктів (4 міста та 64 села):
| Поселення | Площа, км² | Населення, осіб (2010) | Центр     | Населені пункти |
| --------- | ---------- | ---------------------- | --------- | --------------- |
| Гьолджюк  | -          | 2965                   | Гьолджюк  | 5               |
| Дювертепе | -          | 5055                   | Дювертепе | 18              |
| Синдирги  | -          | 30445                  | Синдирги  | 45              |

### Найбільші населені пункти
| №  | Населений пункт | Населення, осіб (2010) |
| -- | --------------- | ---------------------- |
| 1  | Синдирги        | 12 673                 |
| 2  | Юрегіл          | 2 105                  |
| 3  | Гьолджюк        | 1 700                  |
| 4  | Яйлабайир       | 1 212                  |
| 5  | Умурлар         | 1 136                  |
| 6  | Османлар        | 873                    |
| 7  | Киник           | 807                    |
| 8  | Бюйюкдагдере    | 644                    |
| 9  | Ишиклар         | 634                    |
| 10 | Илиджали        | 610                    |